# Добронравіна Пелагія Іванівна
Пелагія Іванівна Добронравіна (1898, село Устьє Санкт-Петербурзької губернії, тепер Ломоносовського району Ленінградської області, Російська Федерація — ?) — радянська державна діячка, вчителька, директор Волосовської середньої школи Ленінградської області, заслужена вчителька Російської РФСР. Депутат Верховної ради СРСР 3-го скликання.

## Життєпис
Народилася в рибацькому селі Устьє біля Оранієнбаума. Батька не пам'ятала, мати наймитувала в заможних селян. Коли Пелагія вчилася в 5 класі померла її мати, дівчинку взяли на виховання вчителі школи. Закінчила школу в селі Коваші, продовжила навчання в земській вчительській школі в Петрограді.
Після закінчення вчительської школи, з 1918 по 1932 рік — вчителька початкових класів школи села Местаново Петергофського повіту, вчителька початкових класів і директор початкових шкіл у селах Муромиці, Смолеговиці, Хотиниці Ямбурзького (Кінгісеппського) повіту (потім Волосовського району) Петроградської (Ленінградської) губернії.
У 1932—1941 роках — вчителька біології Остроговицької семирічної школи Волосовського району Ленінградської області.
Одночасно з 1932 року навчалася на заочному відділенні Ленінградського педагогічного інституту імені Герцена, здобула спеціальність вчителя біології.
Під час німецько-радянської війни в 1941 році була евакуйована до Горьковської області РРФСР, три роки працювала завідувачем Ліндовського районного відділу народної освіти. Член ВКП(б).
У 1945—1949 роках — вчителька біології Остроговицької семирічної школи Волосовського району Ленінградської області.
З 1949 року — директор Волосовської середньої школи Волосовського району Ленінградської області.
Подальша доля невідома. 

## Нагороди і відзнаки
- орден Леніна
- орден Трудового Червоного Прапора
- Заслужений вчитель школи Російської РФСР